# Saint-Martin-du-Bois (Gironde)
Saint-Martin-du-Bois ist eine französische Gemeinde mit 845 Einwohnern (Stand: 1. Januar 2022) im Département Gironde in der Region Nouvelle-Aquitaine. Sie gehört zum Arrondissement Libourne und zum Kanton Le Nord-Libournais. Die Einwohner werden Saint-Martinois genannt.

## Lage
Saint-Martin-du-Bois liegt etwa 33 Kilometer nordöstlich von Bordeaux und 13 Kilometer nördlich von Libourne. Im Südwesten begrenzt die Saye das Gemeindegebiet. Umgeben wird Saint-Martin-du-Bois von den Nachbargemeinden Maransin im Norden, Saint-Martin-de-Laye im Nordosten, Bonzac im Osten und Südosten, Savignac-de-l’Isle im Süden, Galgon im Süden und Südwesten sowie Saint-Ciers-d’Abzac im Westen.

## Bevölkerungsentwicklung
| Jahr                       | 1962 | 1968 | 1975 | 1982 | 1990 | 1999 | 2010 | 2020 |
| Einwohner                  | 443  | 403  | 384  | 441  | 529  | 590  | 821  | 835  |
| Quellen: Cassini und INSEE |      |      |      |      |      |      |      |      |

## Sehenswürdigkeiten
- Romanische Kirche Saint-Martin, im 16. und 19. Jahrhundert umgebaut (siehe auch: Liste der Monuments historiques in Saint-Martin-du-Bois (Gironde))

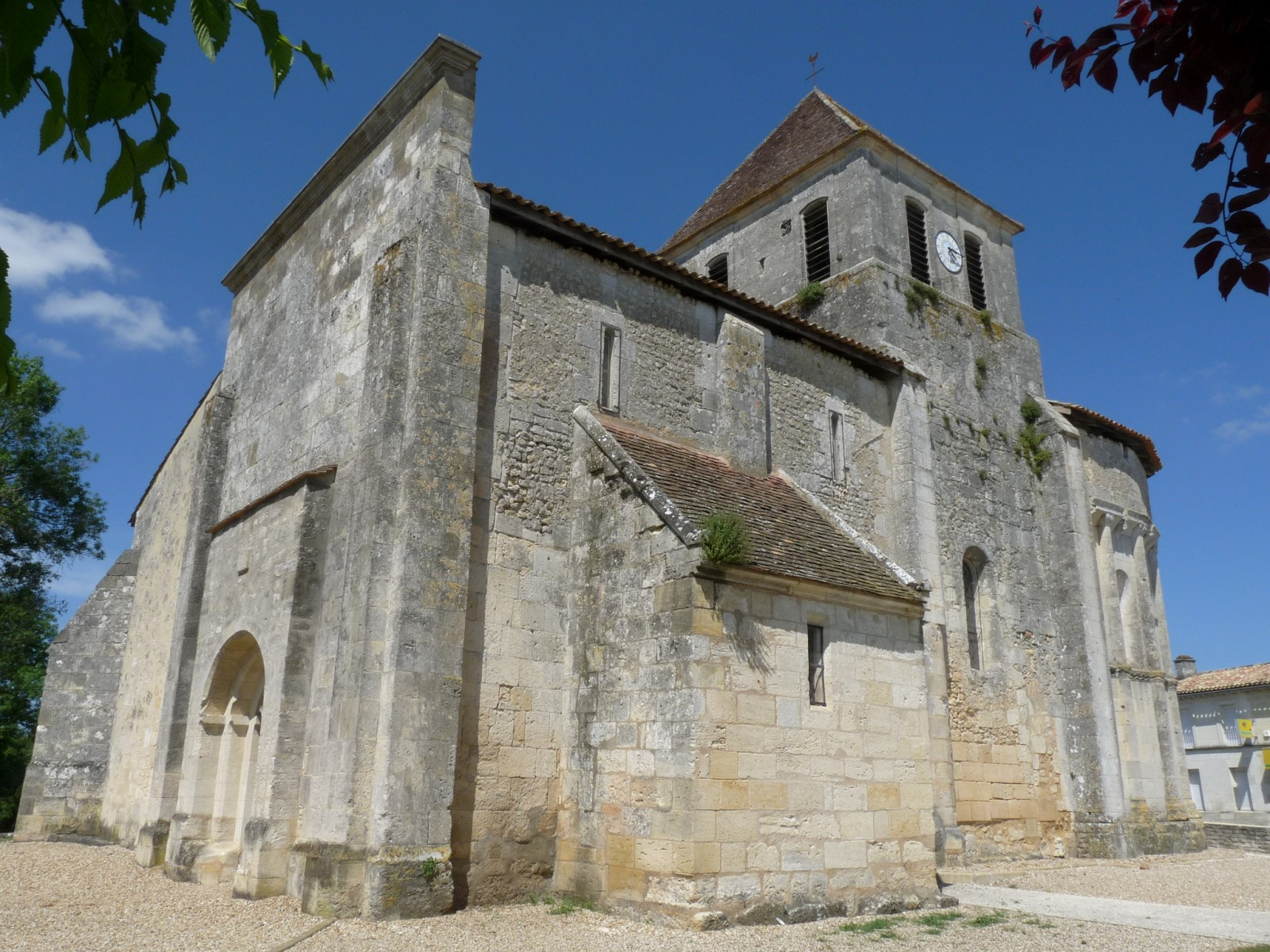
Kirche Saint-Martin